# Gympie, Queensland

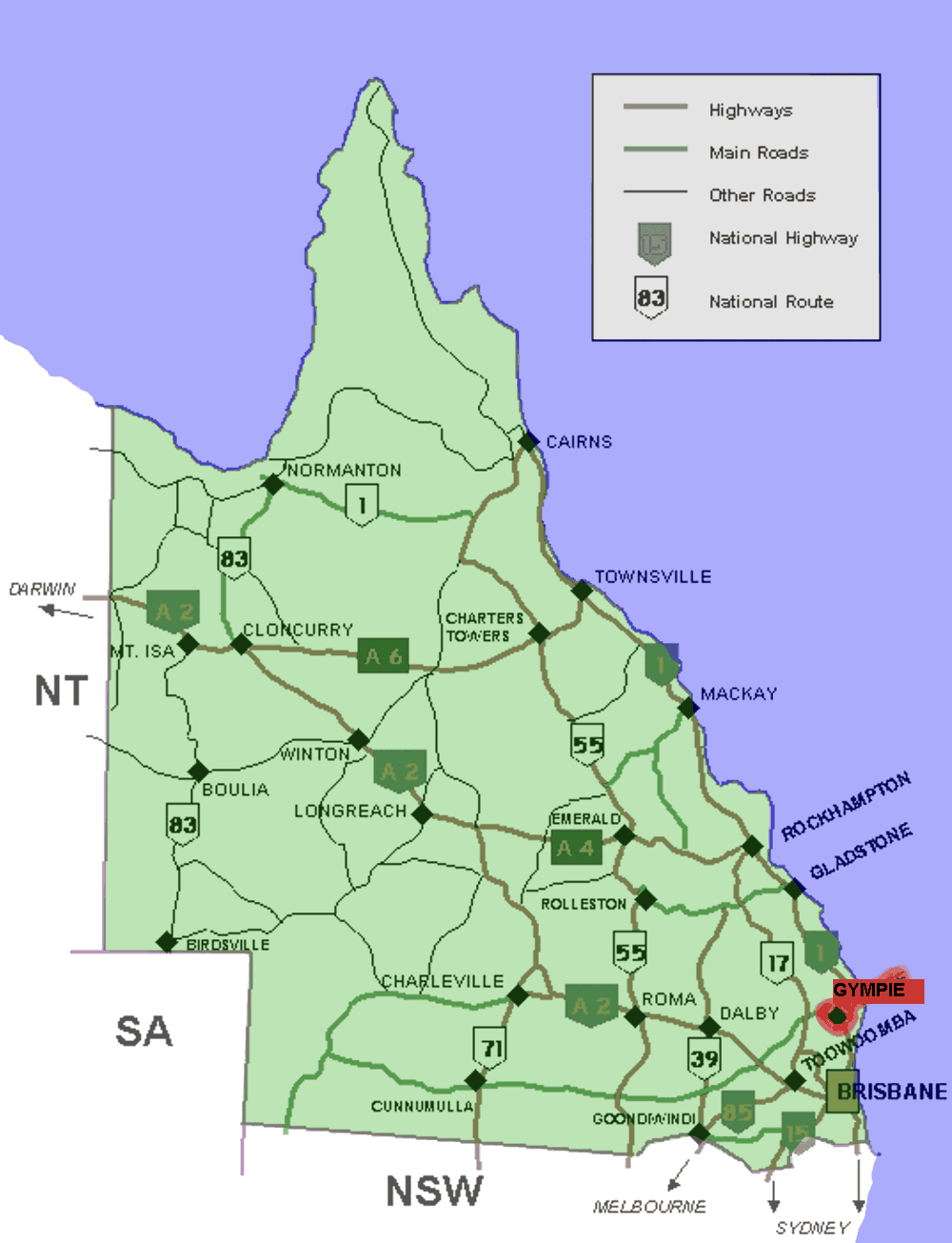
Poziţia oraşului Gympie în statul Queensland

Gympie este un oraș în sud-estul statul Queensland, Australia, situat aproximativ 160 km nord de la Brisbane, capitala statului. Orașul este centrul administrativ al zonei de guvernare locală Coolola, care are o populație de 33.000 de persoane conform recensământului din 2001.